# Henry Boltinoff
Henry Boltinoff (né le 19 février 1914 à New York et mort le 26 avril 2001 à Lake Worth en Floride) est un auteur de bande dessinée américain qui créé de très nombreuses séries de comic book humoristiques chez DC Comics ainsi que des comic strips et des séries de dessins d'humour comme Stoker the Broker (en). Il a réalisé jusqu'à sa mort le jeu des sept différences Hocus Pocus pour King Features Syndicate, qui le diffusait encore en octobre 2015.

## Biographie
Alors qu'il travaillait en indépendant pour DC Comics il suggère à Whitney Ellsworth responsable éditorial chez DC d'engager son frère Murray. Ce dernier travaillera pour DC de 1940 à 1988.

## Prix
- 1971 : Prix du comic book humoristique de la National Cartoonists Society (NCS)
- 1982 : Prix du dessin humoristique (journal) de la NCS pour Stoker the Broker (en)